# Dicaelus teter
Dicaelus teter är en skalbaggsart som beskrevs av Franco Andrea Bonelli. Dicaelus teter ingår i släktet Dicaelus och familjen jordlöpare. Inga underarter finns listade i Catalogue of Life.